# Les Chasseurs alpins
Pour plus de détails, voir Fiche technique et Distribution.
Les Chasseurs alpins (Penne nere) est un film italien réalisé par Oreste Biancoli, sorti en 1952.

## Synopsis
Dans l’Italie des deux dernières années cruciales de la Seconde Guerre mondiale, après que le gouvernement Badoglio ait signé un armistice avec les Alliés, l’armée fasciste originale est dissoute et les soldats se retrouvent pratiquement livrés à eux-mêmes. L’un de ces soldats est Pietro (interprété par Marcello Mastroianni), qui se rend dans son village natal de Stella pour retrouver sa bien-aimée Gemma. Une fois dans le village, il se retrouve impliqué avec d’autres soldats et les habitants dans une action visant à empêcher un bataillon allemand de faire sauter leur barrage. 

## Fiche technique
- Titre français : Les Chasseurs alpins ou Plume noire[1]
- Titre original italien : Penne nere
- Réalisation : Oreste Biancoli
- Scénario : Oreste Biancoli, Giuseppe Driussi, Giuseppe Berto, Paola Ojetti, Alberto Albani Barbieri et Salvatore Gotta
- Pays de production :  Italie
- Langue originale : italien
- Format : Noir et blanc - 1,37:1
- Genre : drame
- Date de sortie : 
  - Italie : 21 novembre 1952
  - France : 12 octobre 1960[1]

## Distribution
- Marcello Mastroianni : Pietro 'Pieri' Cossutti
- Marina Vlady : Gemma Vianello
- Camillo Pilotto : Zef Cossutti - il nonno
- Vera Carmi : Catina Cossutti
- Guido Celano : Olinto Cossutti
- Enzo Staiola : Antonio 'Tonino' Cossutti
- Hélène Vallier : Natalìa Cossutti